# 田中弥生
田中 弥生（たなか やよい、1972年3月4日- 2016年9月24日）は、日本の文芸評論家。神奈川県出身。東京芸術大学美術学部卒業。本名は高市 弥生（たかいち やよい）。

## 略歴
- 2006年、「乖離する私 中村文則」が第49回群像新人文学賞（評論部門）の優秀作に選ばれる[4]。
- 2007年、『文學界』の「新人小説月評」（前期分、2月号から7月号に掲載）を担当。
- 2011年、『週刊読書人』の文芸月評を担当。
- 2016年9月24日、肝臓がんのため川崎市の自宅で死去、44歳没[4]。

## 著書
- 『スリリングな女たち』（講談社、2012年）
  - 鹿島田真希、本谷有希子、綿矢りさ、金原ひとみ、島本理生、柴崎友香の6人の女性作家を取り上げた第一批評集。